# Mogun-Tajga
Mogun-Tajga (rusky Монгу́н-Тайга́, tuvinsky Мөңгүн-Тайга, což v překladu do češtiny znamená Stříbrná hora) je horský masiv v Tuvě, v Ruské federaci. Jsou součástí horského pásma Sajan. Nachází se zde Mogun-Mengi-Chajyrakan, nejvyšší hora Tuvy a celé východní Sibiře, vysoká 3976,9 m n. m.
Přibližně 44 km² Mogun-Tajgy je pod ledovcem. Na severních svazích masivu jsou horské tundry, na jižních vysokohorské stepi.